# 爬树龙
爬树龙（学名：Rhaphidophora decursiva）为天南星科崖角藤属的植物。分布于孟加拉、越南、印度东北部、老挝、锡金、缅甸、斯里兰卡、臺灣、爪哇岛以及中国大陆的贵州、西藏东南部、福建、云南、广西、广东等地，生长于海拔600米至2,200米的地区，一般生长在季雨林和亚热带沟谷常绿阔叶林内，目前尚未由人工引种栽培。

## 别名
过山龙、青竹标、老蛇藤、大青龙（云南红河） 过江龙、大过山龙、爬山虎（云南元江） 大青竹标（通海、徵江） 大青蛇、大戆毒（云南曲靖） 万丈洁（贵州水城） 山包谷（贵州罗甸） 过岗龙（广西融水） 鸭绿江（广西凤山） 上木蜈蚣（广西金秀） 石莲藕（广西武鸣） 当年见（广西靖西） 石蛇（广东惠阳）